# John Philip Sousa

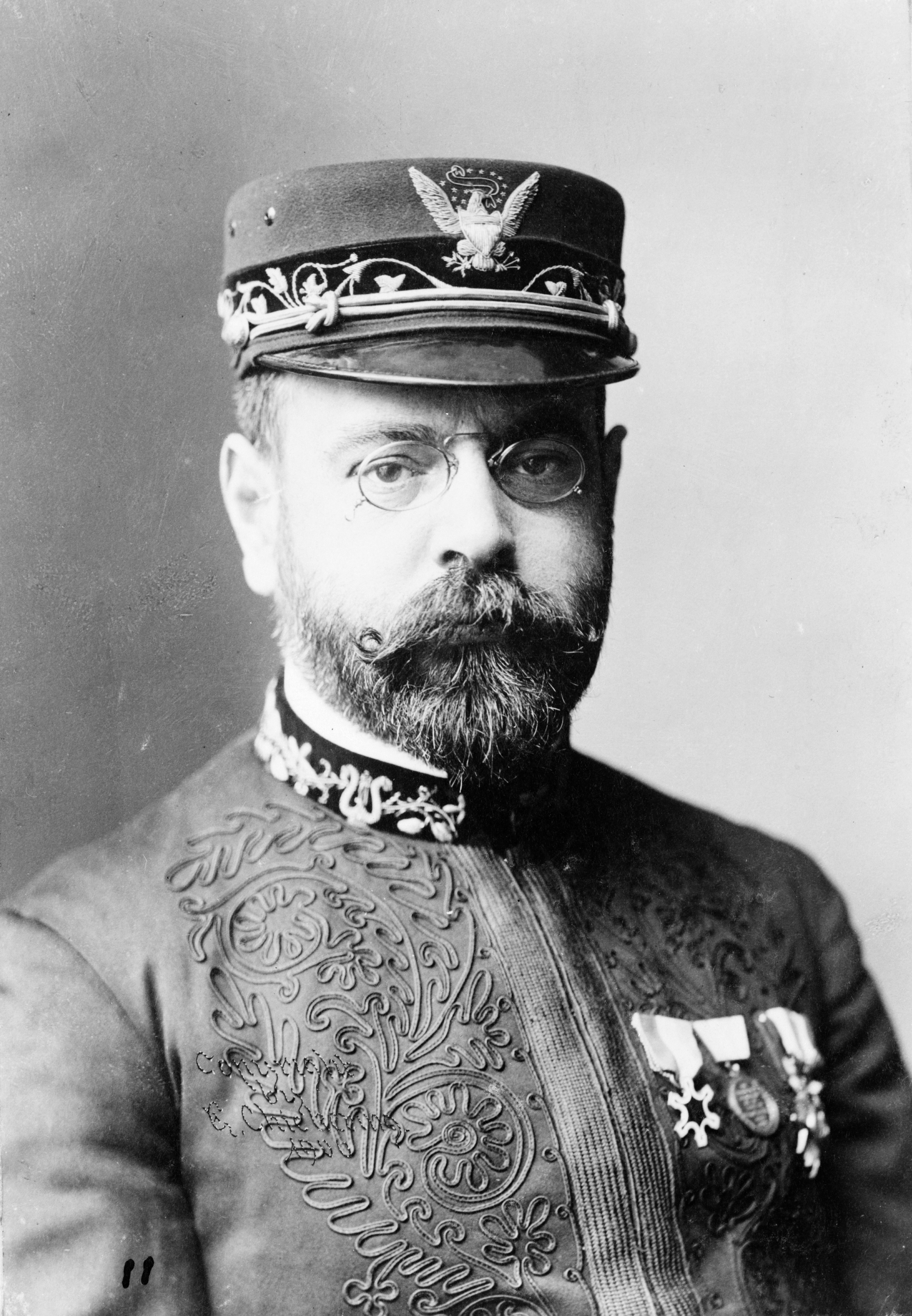
John Philip Sousa, Photo von Elmer Chickering, 1900

John Philip Sousa (* 6. November 1854 in Washington, D.C.; † 6. März 1932 in Reading, Pennsylvania) war ein US-amerikanischer Dirigent von Militärkapellen und Komponist von Marschmusik und Operetten.
Seine bekanntesten Werke sind die Märsche Semper Fidelis (1888), The Washington Post (1889), The Liberty Bell (1893) und The Stars and Stripes Forever (1896). Dem „König der Marschmusik“ ist zudem das Sousaphon gewidmet, das 1893 auf seine Anregung hin entwickelt wurde und zum Dank seinen Namen erhielt.

## Jugend und Ausbildung

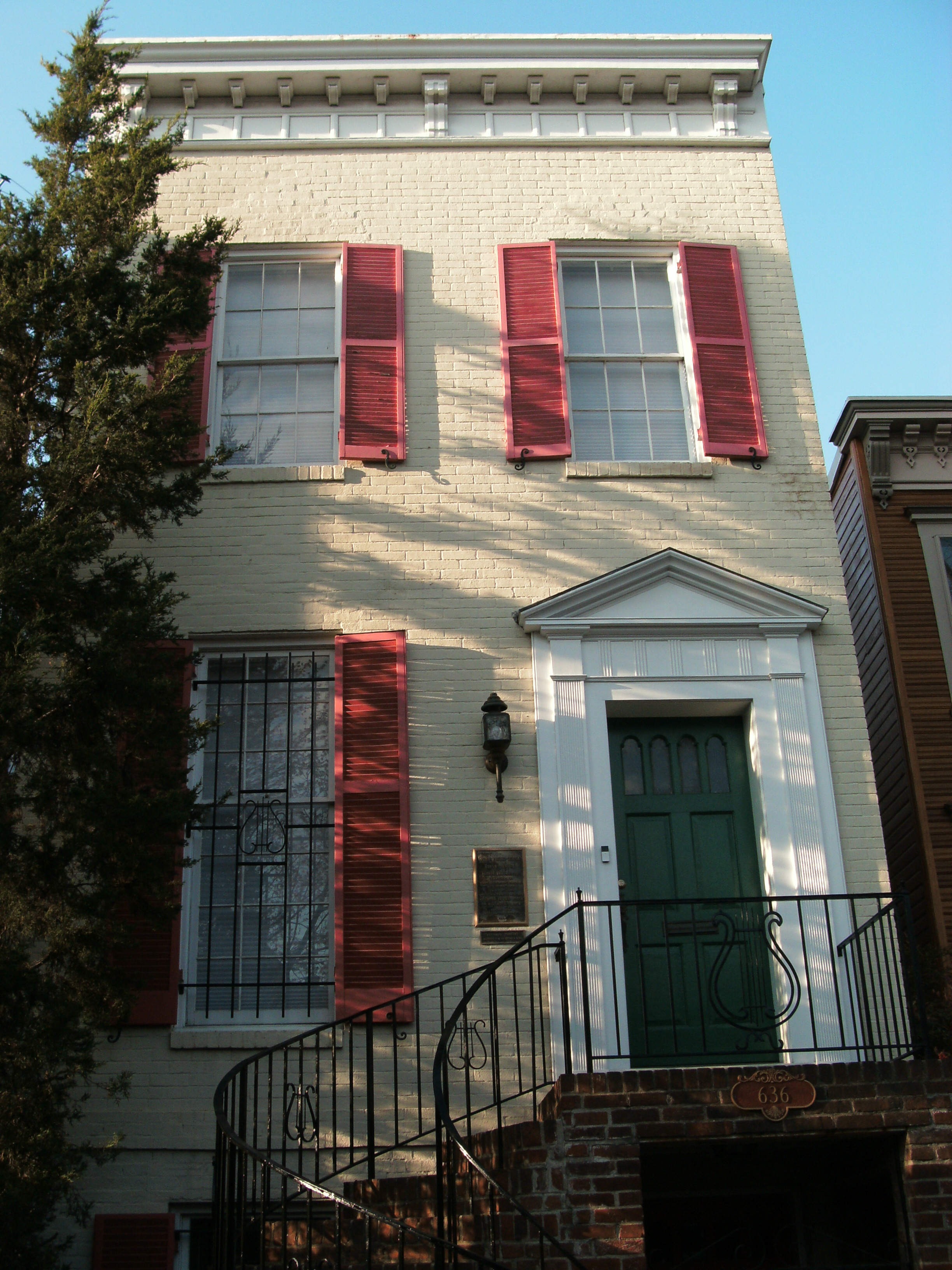
Sousas Geburtshaus in der G St., S.E. in Washington, D.C.

John Philip Sousa im Alter von 22 Jahren

Der Sohn des in Sevilla geborenen Portugiesen John Antonio de Sousa (22. September 1824–27. April 1892), selbst Sohn einer Spanierin, und der aus Fränkisch-Crumbach (Odenwaldkreis)  stammenden Maria Elisabeth Trinkaus (20. Mai 1826–23. August 1908) wurde 1854 in Washington geboren und wuchs umgeben von Militärkapellen-Musik auf. Bereits im Alter von sechs Jahren machte er sich mit der Geige vertraut, es folgten Klavier, Flöte, Posaune und Horn. Sein Vater spielte Posaune in der Band des United States Marine Corps (United States Marine Band, seit 1801 auch als The President’s Own bekannt) und unterrichtete ihn auch.
John Philip war das dritte Kind von zehn Geschwistern. Als er mit 13 Jahren von zu Hause ausriss, um sich einer Zirkuskapelle anzuschließen, schrieb ihn sein Vater als Lehrjungen in die Marine-Band ein. Bis er 20 Jahre alt war, blieb er in der Kapelle und nahm zusätzlich Unterricht in Musiktheorie und Komposition bei George Felix Benkert, einem bekannten Orchesterleiter und Musiklehrer in Washington. Während dieser Jahre schrieb Sousa seine erste Komposition mit dem Titel Moonlight on the Potomac Waltzes.
Nach seiner Entlassung aus dem Korps 1875 begann Sousa mit Auftritten als Geiger auf Tourneen und dirigierte schließlich Theateraufführungen wie beispielsweise Gilbert & Sullivans Operette H.M.S. Pinafore am Broadway. 1879 begegnete er Jane van Middlesworth Bellis (22. Februar 1862–11. März 1944), die er am 30. Dezember 1879 heiratete. Zum Zeitpunkt ihrer Hochzeit war Bellis 16 Jahre und Sousa 25 Jahre alt. Später bekamen sie einen Sohn und zwei Töchter.

## Kapellmeister der United States Marine Band

Sousa als Leiter der United States Marine Band, Palace Hotel in San Francisco, 1892

Ein Jahr später kehrte das Paar zurück nach Washington D.C., wo Sousa 1880 die Leitung der United States Marine Band übernahm und zahlreiche Änderungen einführte. Proben wurden verpflichtend, so dass rund ein Viertel der Musiker aufgab. Sousa erweiterte auch die Musikbibliothek der Band, indem er einige seiner eigenen Transkriptionen aufnahm. Das Debüt der reformierten Band war erfolgreich, was die Popularität der Kapelle erhöhte und dazu führte, dass sie zur besten amerikanische Militärkapelle wurde. Ansehen in den Kreisen der Militärmusiker gewann er mit seiner Komposition von 1886 The Gladiator. 1888 schrieb er den Marsch Semper Fidelis (Latein für „Immer treu“), den er den „Offizieren und Männern des Marine Corps“ widmete. Er wird seitdem als offizieller Marsch des Marine Corps angesehen.
1890 wollte die Columbian Phonograph Company eine Militärkapelle mit der damaligen neuesten Technologie, dem Phonographen, aufnehmen. Sie suchten die beste Kapelle und wählten Sousas Marine-Band. Im Herbst 1890 wurden bereits 60 Walzen veröffentlicht. In den zwei Folgejahren gehörte die Marschmusik von Sousa zu den erfolgreichsten Aufnahmen. 1897 hatte Columbia Records mehr als 400 verschiedene Aufnahmen im Angebot. Sousa war zwölf Jahre als Kapellmeister der quasi-offiziellen Kapelle des amerikanischen Präsidenten, „The President’s Own“, tätig, und diente in dieser Funktion den Präsidenten Rutherford B. Hayes, James A. Garfield, Chester A. Arthur, Grover Cleveland und Benjamin Harrison. 1892 verließ er auf Anraten seines Freundes und Promoters David Blakeley die Marine-Band, um seine eigene zivile Kapelle zu gründen. Sein Abschiedskonzert hielt Sousa am 30. Juli 1892 auf dem Rasenstück vor dem Weißen Haus.

## The Sousa Band
Die neue Band gab ihr erstes Konzert am 26. September 1892 in der Stillman Music Hall in Plainfield, New Jersey. Zwei Tage vorher war der Kapellmeister Patrick S. Gilmore in St. Louis gestorben. Neunzehn von Gilmores ehemaligen Musikern traten nach und nach in Sousas Kapelle ein, darunter auch der Kornettist Herbert L. Clarke und der Saxophonist Edward A. Lefebre. Der ursprüngliche Name lautete Sousa’s New Marine Band, doch wurde Sousa durch Kritik aus Washington gezwungen, den Bezug auf die US Marines zu streichen.

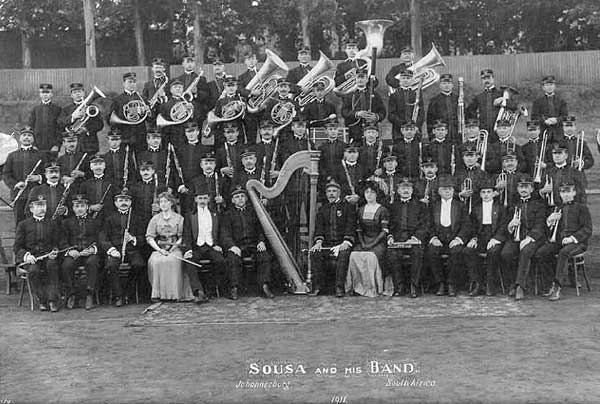
Sousa mit seiner Band auf Welttournee, 1911 in Johannesburg

Mit seinem Orchester ging Sousa von 1900 bis 1905 auf Tournee in den Vereinigten Staaten und Europa, und schiffte sich schließlich von New York aus am 24. Dezember 1910 zu einer Welttournee ein, die ihn im Laufe des Jahres 1911 u. a. an die folgenden Orte führte:
- 9. Januar–3. März: England, Irland
- 24. März–21. April: Südafrika
- 12. Mai–23. August: Tasmanien, Australien, Neuseeland
- 10. September–15. Oktober: Hawaii, West-Kanada, USA
- 23. Oktober–1. Dezember: Mittlerer Westen der Vereinigten Staaten (Texas, Oklahoma, Kansas, Missouri, Nevada, Iowa, Wisconsin, Minnesota, Michigan, Illinois, Ohio)
- 4. Dezember–10. Dezember: New York[8]

Sousa mit Solistinnen seiner Band

Solisten der Tournee waren Virginia Root (Sopran), Nicoline Zederer (Violine), Herbert L. Clarke (Kornett), John J. Perfetto (Euphonium), Ralph Corey (Posaune), Paul J. Senno (Piccoloflöte), Joseph Norrito (Klarinette) und Joseph Marthage (Harfe).
Sousa war Mitglied im Bund der Freimaurer, er wurde in die Hiriam Lodge Nr. 10 in Washington aufgenommen. Dort komponierte er auch den Marsch Nobles of the Mystic Shrine für die Shriners.
Nach dem Ausbruch des Ersten Weltkriegs wurde Sousa 1917 als Reserve-Offizier bestellt. Er war 62, was dem Pensionsalter für Offiziere der Flotte entsprach. Während des Krieges leitete er die Kapelle der Marine, die an den Großen Seen stationiert war. Zu dieser Zeit war Sousa bereits ein reicher Mann, so dass er sein Gehalt jeden Monat dem Sailors’ and Marines’ Relief Fund spendete. 1918 wurde er aus dem aktiven Dienst entlassen. Gleichwohl blieb er in der Reserve, und in den 1920er Jahren wurde er zum Lieutenant Commander ernannt. Nach Kriegsende nahm er das Reisen mit seiner Kapelle wieder auf. Er trat für die musikalische Erziehung der Schulkinder ein und kämpfte für die Rechte von Komponisten. Aus diesem Grund sprach er 1927 und 1928 vor dem Kongress.

## Erfolgreicher Tontaubenschütze
Sousa war ein so erfolgreicher Tontaubenschütze (Disziplin Trap), dass er als einer der besten aller Zeiten in die Trapshooting Hall of Fame aufgenommen wurde. Er war maßgeblich an der Gründung der First National Trapshooting Organization beteiligt, die später durch die Amateur Trapshooting Association (ATA) abgelöst wurde und ein gefragter Autor für Bücher über das Tontaubenschießen (so 1902: The Fifth String).

## Tod und Ehrungen
1932 starb John Philip Sousa in Reading, Pennsylvania. Er war in der Stadt, um das Jubiläumskonzert der Ringgold Band zu dirigieren und starb im Abraham-Lincoln-Hotel an einem Herzinfarkt. Sousas Beerdigungsfeier wurde im Marine-Band-Auditorium abgehalten und vom Columbia Broadcasting System übertragen. Er wurde im Familiengrab des Congressional Cemetery in Washington, D.C. beigesetzt. Zu Ehren Sousas spielt dort an dessen Geburtstagen die United States Marine Band den Marsch Semper Fidelis.
Am 9. Dezember 1939 erhielt die neu erbaute Pennsylvania-Avenue-Brücke seinen Namen. Er wurde postum durch einen Stern auf dem Hollywood Walk of Fame geehrt. 1976 wurde Sousa in die Hall of Fame for Great Americans aufgenommen. Sousas renommierteste Ehrung wurde 1987 durch den Kongress vorgenommen, der seine Komposition The Stars and Stripes Forever zum „National March of the United States“ erklärte. 1998 wurde er in die American Classical Music Hall of Fame in Cincinnati, Ohio, aufgenommen. Sousas Leben wurde 1952 in Hollywood von Regisseur Henry Koster unter dem Titel Stars and Stripes forever (deutscher Titel: Liebe, Pauken und Trompeten) mit Clifton Webb in der Rolle des Sousa verfilmt.

## Werke
Fast jeder kennt die Marschmusik Sousas, ohne dass der Name des Komponisten und Dirigenten geläufig wäre. Seine patriotische Komposition Stars and Stripes Forever von 1896 gilt als eine Art zweite Nationalhymne der USA und diente u. a. lange Jahre in der deutschen Fernsehwerbung als Erkennungsmelodie des Reinigungsmittels Der General. Ebenfalls sehr bekannt ist das Thema von The Liberty Bell (1893), benannt nach der Freiheitsglocke in Philadelphia, das als Eröffnungsmusik für die englische Fernsehserie Monty Python’s Flying Circus verwendet wurde.
Sousa schrieb 136 Märsche, von denen einige bis heute zum Standardrepertoire von Blaskapellen in aller Welt gehören, darunter Semper Fidelis (1888) und besonders der 1889 im Auftrag der gleichnamigen Zeitung komponierte Marsch The Washington Post. Die Händler bestellten Klavierauszüge von diesen Märschen in Mengen von 20.000 Stück. Seit der Two Step zum Modetanz geworden war, erfreute sich der Marsch The Washington Post auch eines internationalen, insbesondere europäischen Erfolgs, wo man ihn als Standardbegleitung des Tanzes verwendete. Zu den populärsten Märschen des Komponisten gehören des Weiteren:

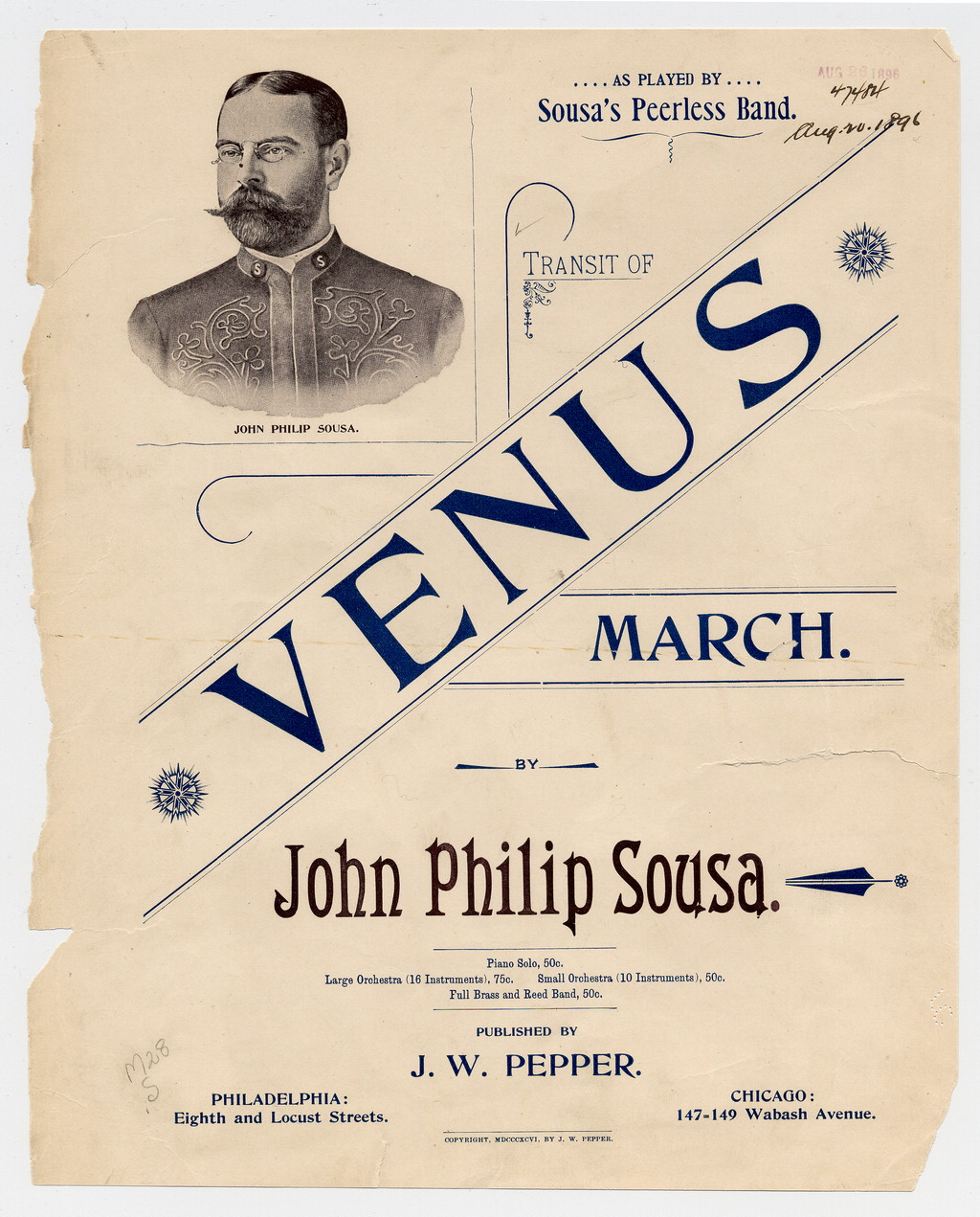
Transit of Venus March (1896)

- President Garfield’s Inauguration March (1881)
- Transit of Venus March (1883)
- The Thunderer (1889)
- The High School Cadets (1890)
- Manhattan Beach March (1893)
- King Cotton (1895)
- El Capitan (1896)
- Hands Across the Sea (1899)
- Fairest of the Fair (1908)
- U.S. Field Artillery (1917)
- Bullets and Bayonets (1919)
- The Gallant Seventh (1922)
- The Black Horse Troop (1924)
- Daughters of Texas (1929)

### Operetten
Schon seit 1882 und bis über das Jahr 1900 hinaus betätigte sich Sousa auch als Operettenkomponist, als der er die folgenden Gattungsbeiträge zur Uraufführung brachte:
- The Smugglers (1882)
- Desiree (1883)
- The Queen of Hearts, auch bekannt als Royalty and Roguery (1885)
- El Capitan, uraufgeführt am 20. April 1896 im Tremont-Theatre in Boston
- The Bride Elect (1897, Libretto von Sousa)
- The Charlatan, auch bekannt als The Mystical Miss (1898, Text von Sousa)
- Chris and the Wonderful Lamp (1899)
- The Free Lance (1905)
- The American Maid, auch bekannt als The Glass Blowers (1909)

Daneben komponierte Sousa die Musik für sechs Operetten, die entweder unvollendet blieben oder nicht produziert wurden: The Devils’ Deputy, Florine, The Irish Dragoon, Katherine, The Victory, und The Wolf.

### Weitere Werke
Ferner entstammen seiner Feder elf Suiten und 70 Lieder, zahlreiche instrumentale Solostücke, Schauspielmusik sowie verschiedene Werke für Militärkapelle und Orchester.

### Eigene Bücher
- Fifth String. Bowen Merrill, Indianapolis 1902.
- Marching Along: Recollections of Men, Women, and Music. Hale, Cushman, and Flint, Boston 1928 (überarbeitete Fassung von Paul E. Bierley. Integrity Press, Westerville (Ohio) 1994).